# Jota Sagittarii
Jota Sagittarii (ι  Sagittarii, förkortat Jota Sgr, ι  Sgr) som är stjärnans Bayerbeteckning, är en jättestjärna belägen i den södra delen av stjärnbilden Skytten. Den har en skenbar magnitud på 4,12 och är synlig för blotta ögat. Baserat på parallaxmätning inom Hipparcosuppdraget på ca 17,9 mas, beräknas den befinna sig på ett avstånd av ca 182 ljusår (ca 56 parsek) från solen.

## Egenskaper
Jota Sagittarii är en orange till röd jättestjärna av spektralklass K0 II-III med ett spektrum av en utvecklad jättestjärna av typ K eller ljusstark jättestjärna. Den har en massa som är ca 40 procent större än solens massa, en radie som är ca 14 gånger så stor som solens och utsänder från dess fotosfär ca 87 gånger mera energi än solen vid en effektiv temperatur på ca 4 600 K. Den är en sannolik astrometrisk dubbelstjärna.